# Carlos Ferreira Prego
Carlos Ferreira Prego (Alcochete, Alcochete, 1857 - Lisboa, 12 de Julho de 1902), 3.º Barão de Samora Correia, foi um empresário agrícola e filantropo português.

## Família
Filho de José Ferreira Prego, 2.º Barão de Samora Correia, e de sua segunda mulher Maria da Madre de Deus Correia Godinho, filha do 1.º Visconde de Correia Godinho e irmã do 2.º Visconde de Correia Godinho e do 1.º Visconde de Rio Sado.

## Biografia
Foi grande proprietário de vastas salinas e Herdades agrícolas e abastado Lavrador em Alcochete e senhor de grande fortuna, distinguindo-se pela sua filantropia e generosidade e pela proteção que sempre dispensou à Santa Casa da Misericórdia daquela vila. Deixou-lhe em Testamento, datado de 5 de Abril de 1901, uma avultada quantia para a construção dum asilo de velhas e velhos, de nominado Asilo do Barão de Samora Correia, utilizando para esse fim o Palácio que possuía na mesma vila, e que foi incluído no Legado, e dependências. À mesma Fundação legou igualmente várias Herdades de avultadíssimo valor, a Marinha, a Herdade da Bela Vista e a Marinha Nova, para com os respetivos rendimentos sustentar essa obra.
O título de 3.º Barão de Samora Correia foi-lhe renovado por Decreto de D. Luís I de Portugal de 12 de Dezembro de 1878, ainda em vida de seu pai.

## Casamento
Casou a 29 de Junho de 1889 com Laura Ricca, de origem Italiana, sem geração.